# Az-Zawiya
Az-Zawiya (arabisch الزاوية, DMG az-Zāwiya oder az-Zawiya al-Gharbiyya / الزاوية الغربية / az-Zāwiya al-Ġarbīya; italienisch Ez Zauia), auch al-Sawija oder einfach Sawija, ist eine Stadt im Nordwesten Libyens an der Mittelmeerküste, etwa 50 km westlich von Tripolis entfernt. Sie ist zugleich Hauptstadt des Munizips az-Zawiya.
Az-Zawiya liegt in der Nähe eines Ölfeldes, verfügt über einen Ölhafen und hatte die erste Ölraffinerie des Landes. Durch weitläufige Grundwasserquellen kann Landwirtschaft betrieben werden; vor allem Kartoffeln, Zwiebeln und Tomaten werden angebaut. Durch die Stadt führt die große Küstenstraße Libyens.

## Geschichte
1988 wurde die Seventh of April University in der Stadt gegründet.
Während des Bürgerkriegs in Libyen ab dem 17. Februar 2011 war az-Zawiya eines der Zentren des Aufstands im Westen des Landes und die westlichst gelegene Großstadt in der Hand der Rebellen. Sie wurde danach Schauplatz heftiger Kämpfe und nach zwei Wochen am 10. März von Regierungstruppen zurückerobert. An der Einnahme der Stadt sollen Truppen der elitären Khamis-Brigade beteiligt gewesen sein, die Panzer und Schützenpanzer einsetzte.
Mitte August 2011 gelang die erneute Eroberung der Stadt durch Rebellentruppen. Es folgte, auch von az-Zawiya ausgehend, die weitgehend unblutige Einnahme von Tripolis ab dem 20. August.
2015 wurde az-Zawiya zu einem Zentrum des Schleusergeschäfts an der libyschen Küste. In Az-Zawiya herrscht die Nasr Brigade, an deren Spitze die Brüder Mohamed und Walid Koshlaf stehen. Der Hafen der Stadt wurde 2015 von dem Warlord Aburrahman Milad erobert und wird seitdem von der von ihm gegründeten Libyschen Küstenwache von Zawiya kontrolliert.

## Söhne und Töchter der Stadt
- Khalid Almishri (* 1967), Politiker